# Celiptera thericles
Celiptera thericles là một loài bướm đêm trong họ Erebidae.